# Doug Davidson
Douglas Donald Davidson (Glendale, 24 de outubro de 1954) é um ator estadunidense. Ele é mais conhecido por interpretar Paul Williams em The Young and the Restless da CBS, fazendo dele o membro do elenco mais antigo da série.

## Filmografia
| Ano           | Título                     | Papel            | Nota(s)                                        |
| ------------- | -------------------------- | ---------------- | ---------------------------------------------- |
| 1977          | Fraternity Row             | Collin           |                                                |
| 1978          | The Initiation of Sarah    | Tommy            | telefilme                                      |
| 1978–presente | The Young and the Restless | Paul Williams    | Principal: 1978–2017 Recorrente: 2018–presente |
| 1987          | I'll Take Manhattan        | modelo           | minissérie                                     |
| 1994          | Mr. Write                  | Roger            |                                                |
| 1994–95       | The New Price Is Right     | Apresentador     |                                                |
| 1995          | Diagnosis: Murder          | Doug Davidson    | episódio: "Death in the Daytime"               |
| 1997          | L.A. Johns                 | Roger Langley    | telefilme                                      |
| 1999          | Dreaming of Joseph Lees    | Saxophone Player |                                                |
| 2013          | Next Week's Game           | Dad              | curta-metragem                                 |